# Liste der ehemaligen Baudenkmäler in Aachen-Mitte
Die Liste der ehemaligen Baudenkmäler in Aachen-Mitte enthält die denkmalgeschützten Bauwerke auf dem Gebiet des Stadtbezirks Aachen-Mitte in Nordrhein-Westfalen (Stand: 27. September 2016). Diese Baudenkmäler sind in der Denkmalliste der Stadt Aachen eingetragen; Grundlage für die Aufnahme ist das Denkmalschutzgesetz Nordrhein-Westfalen (DSchG NRW).

## Ehemalige Denkmäler
| Bild                | Bezeichnung         | Lage                          | Beschreibung                                                                      | Bauzeit | Eingetragen seit | Denkmal- nummer |
| ------------------- | ------------------- | ----------------------------- | --------------------------------------------------------------------------------- | ------- | ---------------- | --------------- |
| BW                  | Wohnhäuser          | Adalbertsberg 9 Karte         | Abriss zur Errichtung des Aquis Plaza                                             |         |                  |                 |
| BW                  | Wohnhäuser          | Adalbertsberg 11 Karte        | Abriss zur Errichtung des Aquis Plaza                                             |         |                  |                 |
| BW                  | Wohnhäuser          | Adalbertsberg 13 Karte        | Abriss zur Errichtung des Aquis Plaza                                             |         |                  |                 |
| BW                  | Wohnhäuser          | Adalbertsberg 15 Karte        | Abriss zur Errichtung des Aquis Plaza                                             |         |                  |                 |
| Wohnhaus            | Wohnhaus            | Aretzstraße 47-51 Karte       | seit 2011 nicht mehr unter Denkmalschutz                                          |         |                  |                 |
| Wohnhaus            | Wohnhaus            | Brüsseler Ring 55 Karte       | seit 2012 nicht mehr unter Denkmalschutz. Mittlerweile abgebrannt und abgerissen. |         |                  |                 |
| Wohnhaus            | Wohnhaus            | Büchel 53 Karte               | seit 2012 nicht mehr unter Denkmalschutz                                          |         |                  |                 |
| Wohnhaus            | Wohnhaus            | Harscampstraße 61 Karte       | seit 2011 nicht mehr unter Denkmalschutz                                          |         |                  |                 |
| Wohnhaus            | Wohnhaus            | Harscampstraße 63 Karte       | seit 2012 nicht mehr unter Denkmalschutz                                          |         |                  |                 |
| Wohnhaus            | Wohnhaus            | Harscampstraße 76 Karte       | seit 2016 nicht mehr unter Denkmalschutz                                          |         |                  |                 |
| Wohnhaus            | Wohnhaus            | Holsteinstraße 7 Karte        | Seit 04. April 2023 nicht mehr unter Denkmalschutz                                |         |                  |                 |
| Wohnhaus            | Wohnhaus            | Lütticher Straße 599 Karte    | seit 2011 nicht mehr unter Denkmalschutz                                          |         |                  |                 |
| Wohnhaus            | Wohnhaus            | Martin-Luther-Straße 11 Karte | seit 2016 nicht mehr unter Denkmalschutz                                          |         |                  |                 |
| Wohnhaus            | Wohnhaus            | Ottostraße 81 Karte           | seit 2011 nicht mehr unter Denkmalschutz                                          |         |                  |                 |
| Wohn-/Geschäftshaus | Wohn-/Geschäftshaus | Pontstraße 48 Karte           | seit 2016 nicht mehr unter Denkmalschutz                                          |         |                  |                 |
| Wohnhaus (Teile)    | Wohnhaus (Teile)    | Reihstraße 16 Karte           | seit 2016 nicht mehr unter Denkmalschutz                                          |         |                  |                 |